# Acacia ceratonia
Acacia ceratonia är en ärtväxtart som beskrevs av Carl Ludwig von Willdenow. Acacia ceratonia ingår i släktet akacior, och familjen ärtväxter. Inga underarter finns listade i Catalogue of Life.